# Ołeksandr Markiewicz

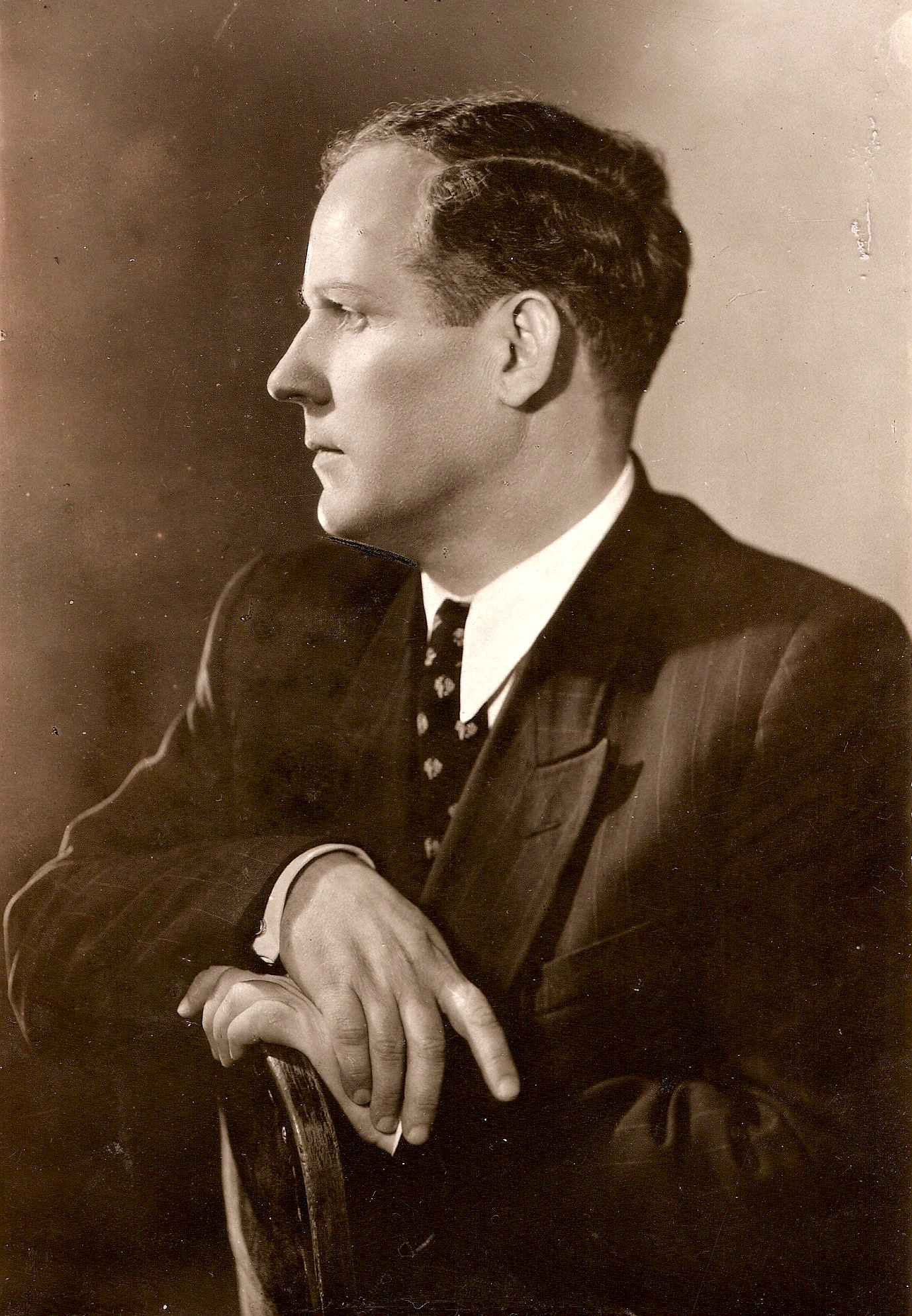
Ołeksandr Markiewicz

Ołeksandr Prokopowycz Markewycz (ukr. Олександр Прокопович Маркевич, ros. Александр Прокофьевич Маркевич; ur. 6 marca?/19 marca 1905  w Płoskiem, zm. 23 kwietnia 1999 w Kijowie) – radziecki i ukraiński zoolog, helmintolog i kopepodolog, profesor Uniwersytetu Kijowskiego, członek Akademii Nauk USRR.

## Życiorys
Jego ojciec Prokopij Matwijowycz Markewycz był psalomszczikiem (lektorem) w cerkwi, matka, Marija Jeremijiwna Bordaszewśka, pochodziła ze zubożałej szlachty. Studiował zoologię na Uniwersytecie w Kijowie, gdzie był nauczycielami byli Woskobojnikow, Beling i Szmalgauzen. Ukończył studia w 1930 roku, odbył następnie staż w Instytucie Ichtiologicznym w Leningradzie pod kierunkiem Walentina Dogiela. W 1934 został profesorem. Założyciel Ukraińskiego Towarzystwa Parazytologicznego. Opisał dla nauki kilka nowych gatunków bezkręgowców:
- Ancyrocephalus bychowskii Markevich, 1934
- Ergasilus briani Markevich, 1932
- Paraergasilus rylovi Markevich, 1937
- Ergasilus auritus Markewitsch, 1940
- Ergasilus anchoratus Markewitsch, 1946

## Lista prac
- Parasitische Copepoden und Branchiuren des Aralsees, nebst systematische Bemerkungen über die Gattung Ergasilus Nordmann. Zoologischer Anzeiger 96 (5-6), ss. 121-143 (1931)
- Tracheliastes soldatovi nov. sp., a new copepod parasitic on sturgeons of the Amur River. Bulletin of the Fan Memorial Institute of Biology, Zoology 4(5), ss. 241-258 (1933)
- Les maladies parasitaires des poissons de la Province de Leningrad. All-Union Cooperative United Publishing House, Leningrad and Moscow, 1934
- Die Schmarotzerkrebse der Fische der Ukraine. Annales Musei Zoologici Polonici 10, ss. 223-249 (1934)
- Descrizione di due specie nuove di Ergasilus provenienti della Russia (U.R.S.S.). Copepodi parassiti. Memorie della Società Entomologica Italiana 12, ss. 129-141 (1934)
- Il genere Basanistes Nordmann, 1832 (Copepodi parassiti). Atti della Società Italiana della Scienze Naturali 75, ss. 227-242 (1936)
- Copepoda Parasitica of Freshwaters of USSR. Kiev: Akademii Nauk. Ukrainskoj SSR, 1937
- Copepoda parasitica прісних вод СРСР. К.: Вид-во АН УРСР, 1937
- Гельминтофауна рыб Днепра в районе Канева. Наукові записки Київського Гос.університета 8, с. 8-12 (1949)
- Основи паразитологiї. К., 1950
- Паразитофауна пресноводных рыб УССР. К.: АН УССР, 1951
- Parasitic fauna of freshwater fish of the Ukrainian S.S.R. Akademiya Nauk Ukrainskoi SSR, Institut Zoologii, Kiev, 1951
- Маркевич ОП, Короткий ИI. Визначник прісноводних риб УРСР. К., 1954
- Паразитические веслоногие рыб СССР. К., 1956
- Развитие животного мира, ч. 1. К., 1957
- Parasitic copepods of fishes in the U.S.S.R. and the peculiarities of their distribution. W: Proceedings of the XV. International Congress of Zoology ss. 669-671 (1959)
- Parasitic fauna of freshwater fish of the Ukrainian SSR. Israel Program Scient. Trans. Jerusalem, 1936
- Фiлогенiя тваринного свiту. К., 1964
- Parasitic copepodes on the fishes of the USSR. Indian National Scientific Documentation Centre, New Delhi, 1976
- Маркевич АП., Татарко КИ. Русско-украинско-латинский зоологический словарь. Терминология и номенклатура. К.: "Наукова думка", 1983